# Roche (sång)
Roche är en låt av den franska musikern Sébastien Tellier. Låten är den tredje singeln från albumet Sexuality, och den handlar om Telliers fantasier om kvinnor i bikini.